# 광록대부
광록대부(光祿大夫)는 고대 중국의 관직이다.
전한 때 중대부(中大夫)란 이름으로 처음 설치되었다. 국정 의논을 직무로 하여 낭중령에 배속되었고, 무제 태초 원년(기원전 104년)에 광록대부로 개칭되고 이천석으로 규정되었다.
후한 때에도 동일하게 유지되었고, 정원은 없었다. 자문에 응할 뿐 딱히 정해진 직무는 없었고, 조서에 따라 각지에 파견되기만 하였다.
후대에는 산관으로 규정되었다.

## 출전
- 반고, 《한서》 권19상 백관공경표 上